# Calicha nigrisignata
Calicha nigrisignata är en fjärilsart som beskrevs av Eugen Wehrli 1927. Calicha nigrisignata ingår i släktet Calicha och familjen mätare. Inga underarter finns listade i Catalogue of Life.